# Никольская церковь (Глотово)
Никольская церковь из села Глотово, перевезённая в Суздаль — памятник деревянной архитектуры середины XVIII века. Является экспонатом музейного комплекса Суздальский Кремль, который находится в оперативном управлении Владимиро-Суздальского музея-заповедника.
В Суздале имеются другие Никольские церкви — одна в восточной части Кремля, вторая — около Покровского монастыря, третья в Спасо-Евфимиевом монастыре и, наконец, Кресто-Никольская.

## История
Храм был построен в 1766 году в селе Глотово Юрьев-Польского района Владимирской области. В 1960 году церковь перевезена в Суздаль и восстановлена архитектором М. М. Шароновым. Перевоз связан с необходимостью сохранения памятника и планами развития Суздаля как туристического центра.

## Расположение
Храм восстановили в центре города в западной части древнего Суздальского кремля. Место для церкви выбрано удачно. Она стоит в отдалении от основного комплекса кирпичных строений кремля. В древности здесь по земляному валу проходили деревянные укрепления и, вероятно, были какие-то деревянные строения, сейчас же западная часть территории кремля лишена построек. Поэтому деревенская церковь, поставленная на высоком берегу над рекой Каменкой, находится в естественном окружении сельского пейзажа.

## Архитектура
Церковь представляет собой образец древнейших «клетских» храмов. В основе его архитектуры рубленая клеть, аналогичная русской избе. Она расположена на высоком подклете и с трёх сторон обнесена открытой галереей. К основному объёму высокого четверика с запада примыкает более низкая трапезная, а с востока — гранёная абсида алтарной части. Тесовые кровли, крутые и остроконечные, придают простой постройке стройность и соразмерность. Крыши крыты лемехом и имеют небольшую главку на коньке.
- Вид с юго-запада зимой
- Вид с востока
- Вид с запада
- Юго-восточный фасад, вид от Архиерейских палат